# Stadionul Pod Goricom
Stadionul Pod Goricom (în muntenegreană: Stadion pod Goricom, Стадион под Горицом) este un stadion multifuncțional din Podgorica, Muntenegru. Stadionul are o capacitate de 12 000 de locuri și de obicei e utilizat pentru meciuri de fotbal. Arena este stadionul de casă al clubului FK Budućnost Podgorica și este frecvent utilizat de echipa națională de fotbal a Muntenegrului.

## Cele mai mari audiențe
Meciuri notabile jucate pe stadion:
- SFR Iugoslavia - Luxembourg 0:0 (ECQ, 27 oct 1971) - spect.: 15 000
- FK Budućnost - NK Hajduk Split 1:2 (1st League, 27 aug 1975) - spect.: 20 000
- SFR Iugoslavia - Țara Galilor 4:4 (ECQ, 15 dec 1982) - spect.: 17 000
- FK Budućnost - Deportivo La Coruna 2:1 (Cupa Intertoto, 9 iulie 2005) - spect.: 10 000
- Muntenegru - Ungaria 2:1 (primul meci al naționalei, 24 martie 2007) - spect.: 12 000
- Muntenegru - Italia 0:2 (WCQ, 28 martie 2009) - spect.: 12 500
- Muntenegru - Anglia 2:2 (2012 Euro Cup Qualifying, 7 oct 2011) - spect.: 12 500